# Francisco de Aguiar y Seijas
Francisco de Aguiar y Seijas y Ulloa (11. února 1632 Betanzos – 14. srpna 1698 Ciudad de México) byl španělský římskokatolický duchovní a arcibiskup mexický.

## Život
Narodil se 11. února 1632 v Betanzosu jako syn městského politika Alonsa Vázquez de Seixas y Lobera a Mariany de Ulloa.
Po smrti otce se dostal pod ochranu arcibiskupa Fernanda de Andrade, kterému sloužil. Studoval na univerzitě v Santiago de Compostela, kde se později stal rektorem. Po teologickém studiu a kněžském svěcení byl ustanoven kanovníkem katedrály v Astorze. Dne 8. března 1666 se stal kanovníkem penitenciářem. Studoval také na Colegio Mayor de Cuenca, kde také vyučoval filozofii. Roku 1677 byl králem Karlem II. Španělským povolán stát se biskupem v Guadalajaře v Mexiku, což odmítl.
Dne 30. srpna 1677 jej papež Inocenc XI. jmenoval biskupem Michoacánu. Biskupské svěcení přijal 20. listopadu 1678 z rukou biskupa Manuela Fernández de Santa Cruz y Sahagún. Dne 20. dubna 1682 byl převeden do úřadu mexického arcibiskupa.
V arcidiecézi založil kněžský seminář, školy pro chudé děti, nemocnici pro mentálně postižené či nápravný dům pro prostitutky. Dne 26. března 1695 zahájil rekonstrukci svatyně Panny Marie Guadalupské. Jako arcibiskup usiloval o zákaz kohoutích zápasů, býčích zápasů a divadelních představení.
Zemřel 14. srpna 1698 v Ciudad de México.

## Proces svatořečení
Informativní proces byl zahájen 30. prosince 1767 a k oficiálnímu zahájení došlo 25. července 1860.